# الاتجار بالبشر في الشرق الأوسط
الاتجار بالبشر في الشرق الأوسط إن الإتجار بالبشرهو النشاط الإجرامي الأسرع نموًا والأكثر ربحية بعد الاتجار بالمخدرات والأسلحة. وفقًا لبروتوكول الأمم المتحدة لمنع وقمع ومعاقبة الاتجار بالأشخاص، وبخاصة النساء والأطفال ، يُعرَّف الاتجار بالبشر على النحو التالي: "يُقصد بالاتجار بالأشخاص تجنيد الأشخاص أو نقلهم أو تحويلهم أو إيوائهم أو استقبالهم، عن طريق التهديد بالقوة أو استخدامها أو غير ذلك من أشكال الإكراه أو الاختطاف أو الاحتيال أو الخداع أو إساءة استخدام السلطة أو استغلال موقف ضعف أو إعطاء أو تلقي مدفوعات أو مزايا لتحقيق موافقة شخص له سيطرة على شخص آخر، لغرض الاستغلال. يشمل الاستغلال استغلال دعارة الآخرين أو غير ذلك من أشكال الاستغلال الجنسي أو العمل القسري أو الخدمات أو العبودية أو الممارسات المشابهة للرق أو الاستعباد أو إزالة الأعضاء.

## انتشاره
بحسب ما ذكره كابشتاين في مجلة الشؤون الخارجية، فإن الدول الصناعية فشلت في بذل الكثير من الجهود لتخفيف هذه المشكلة. يعتقد أن المشكلة لا تتعلق بالقدرة السياسية، بل بالإرادة السياسية.  إن أحد التحديات التي تواجه مكافحة الإتجار بالبشر في دول الشرق الأوسط هو أن الحكومات تنكر وجود المشكلة. إن الافتقار إلى الإرادة السياسية هو نتيجة جزئية للتهديدات الفارغة من جانب المجتمع الدولي، ولكن الجزء الأكبر من ذلك يمكن أن يعزى إلى قوى اقتصادية أعمق وعوامل اجتماعية تلعب دوراً في هذا. تقول ستيفاني دو في مقالها في مجلة "جلوبال تايدز" إن الإتجار بالجنس يعد موضوعًا حساسًا في الشرق الأوسط لأسباب مختلفة. وعلى مستوى آخر، يشير هذا إلى الفساد الأخلاقي، الذي يعني ضمناً تراجع تأثير القيم الإسلامية في المجتمع. على مستوى أكثر أهمية، في أغلب بلدان الشرق الأوسط، وبما أن الحكومات مسؤولة عن الحفاظ على التقاليد ودعم السلطة الإسلامية، فإن ذلك يشكل تحدياً لقدرتها على الحفاظ على أمة موحدة بالإسلام . وعليه، فإذا اعترفت الحكومة بأن الاتجار بالجنس يمثل مشكلة، فقد يفسر هذا على أنه إشارة إلى تراجع سلطة الدولة. من الصعب تحديد حجم مشكلة الإتجار بالبشر لأن الأشخاص المتاجر بهم عادة ما يتم إبقاؤهم بعيدًا عن الأنظار وفي أماكن يصعب الوصول إليها.
إن الاتجار بالبشر نشاط سري، ويشار إلى الضحايا باسم "السكان المخفيين". وغالبًا ما تمر الأرباح من هذه الصناعة بعملية غسيل الأموال، مما يجعل من الصعب تتبع أنشطة المتاجرين.  تظل الفتيات والنساء اللاتي يتم استغلالهن جنسياً عن طريق الاغتصاب أو الدعارة القسرية أو العبودية الجنسية ملطخات بالوصمة الاجتماعية لبقية حياتهن. ويؤدي الارتباط بالفساد الجنسي إلى تفاقم هذه الوصمة. بمجرد إنشاء هذا الرابط، لا يمكن إصلاح الضرر الذي يلحق بسمعة المرأة أبدًا. في عام 2003، وجدت دراسة نشرت في مجلة ممارسة الصدمات أن 89% من النساء العاملات في مجال البغاء يرغبن في الهروب. بالإضافة إلى ذلك، تعرضت ما بين 60 إلى 75 في المائة من النساء العاملات في مجال البغاء للاغتصاب، وتعرضت ما بين 70 إلى 95 في المائة منهن للاعتداء الجسدي.

## أنواع الإتجار بالبشر في الشرق الأوسط
خلال أغلب فترة التسعينيات، تم تعريف الإتجار بالبشر بشكل غير صحيح على أنه الهجرة غير الشرعية، أو التهريب، أو العمل الجنسي. إن بروتوكول الأمم المتحدة لمنع وقمع ومعاقبة الاتجار بالأشخاص يعرف الاتجار بشكل شامل فهو يركز على الإكراه لغرض الاستغلال، ويستبعد إمكانية الحصول على موافقة قانونية من جانب ضحايا المتاجرين. في الشرق الأوسط، تعد العمالة القسرية للعمال المهاجرين، والاستعباد الجنسي، والدعارة القسرية، وإجبار الصبية الصغار على ركوب الجمال، من بين أكثر أشكال الإتجار بالبشر انتشاراً.

### العمل القسري
تتضمن العبودية اليوم عادةً بيع النساء والأطفال للعبودية غير الطوعية من خلال العنف والحرمان. هناك نقص واضح في قوانين حماية العمالة المنزلية في دول مجلس التعاون الخليجي. يرى المجتمع الدولي أن الإتجار بالنساء والأطفال هو شكل حديث من أشكال العبودية. يتعرض العديد من المهاجرين، وخاصة من الدول الآسيوية، للخداع للقدوم إلى الشرق الأوسط، حيث يجدون أنفسهم في وضع العمل القسري أو يعملون مقابل أجور منخفضة للغاية. يقوم المتاجرون بالبشر بإيقاع ضحاياهم في الفخ عن طريق الإكراه أو القوة أو الاحتيال. ينتشر العمل القسري للعمال المهاجرين بشكل خاص في دول الخليج الغنية بالنفط مثل الكويت وعمان وقطر والإمارات العربية المتحدة. غالبًا ما يُطلب من العمال سداد الديون المتراكمة عليهم نتيجة تكاليف السفر والسكن.
في يوليو 2022، نشر مركز ويلسون البحثي في واشنطن العاصمة تقريراً جاء فيه أن قطر أقرت تشريعات لتحسين ظروف العمال المهاجرين، لتصبح أول دولة خليجية تسمح للعمال بتبديل الوظائف قبل انتهاء عقودهم والثانية التي تحدد الحد الأدنى للأجور للعمال المهاجرين. وبحسب ممثل منظمة العمل الدولية، تم تحقيق تقدم في مجال تنقل العمال، بالإضافة إلى مخاوف أخرى مثل السلامة المهنية، والوصول إلى العدالة، والتمثيل في لجان العمل. وقال الممثل "لقد أثبتت الموارد والمراقبة التي تتمتع بها منظمة العمل الدولية أنها حاسمة لدعم التقدم التشريعي".
إن الاتجار بالبشر من جنوب آسيا إلى الشرق الأوسط مشكلة خطيرة، حيث تم الاتجار بحوالي 200 ألف شخص على مدى عشرين عاماً، و3400 طفل على مدى السنوات العشر الماضية. تشير تقديرات منظمة العمل الدولية إلى أن الحد الأدنى لعدد الأشخاص الذين يعملون قسراً في منطقة الشرق الأوسط وشمال أفريقيا يبلغ نحو 230 ألف شخص.

### الاستعباد الجنسي
في أغلب الأحيان، ولكن ليس حصريًا، يعتبر الإتجار بالبشر استغلالًا في شكل الدعارة القسرية أو الاستعباد الجنسي. عادة ما تخلط السلطات الحكومية بين الاتجار بالجنس والدعارة. تنجذب بعض النساء الشابات الفقيرات إلى صناعة الجنس لأنها تبدو وكأنها توفر المال السريع والسهل. في كثير من الأحيان يغري المتاجرون بالبشر الشابات اليائسات بوعدهن بالحصول على وظيفة ذات أجر أفضل أو تعليم أعلى في بلد المقصد حيث يتم أخذ وثائقهن وجوازات سفرهن بالقوة بمجرد وصولهن. في كثير من الأحيان تجد هؤلاء النساء أنفسهن في مواقف أشبه بالعبودية. بمجرد تهريبهن إلى صناعة الجنس، يقوم المتاجرون بالسيطرة على النساء من خلال الوسائل الجسدية والنفسية. إن الدعارة في الشرق الأوسط غير قانونية بشكل صارم، إلى جانب كل الأنشطة الجنسية خارج إطار الزواج الشرعي. ويؤدي تحريم العلاقات الجنسية خارج نطاق الزواج من الناحية الدينية إلى تعزيز هذه التجارة، وبالتالي إلى زيادة الطلب على الدعارة. تتفاقم المشكلة بسبب عدم اتخاذ الدول إجراءات تشريعية للسيطرة على الدعارة والاتجار بالبشر.

### سباقات الهجن
رغم أن أكثر أشكال الإتجار بالبشر شيوعاً هي الاستعباد الجنسي والعمل القسري، فإن هذه ليست الحالات الوحيدة. النوع الفريد من الاتجار بالبشر في منطقة الشرق الأوسط هو إجبار الصبية الصغار على ركوب الجمال. سباقات الهجن هي ممارسة خطيرة وعنيفة بشكل خاص حيث يُجبر الأولاد الصغار على ممارستها ضد إرادتهم. يتم تجنيد الأولاد من بنغلاديش والهند وباكستان في سن الخامسة تقريباً ليكونوا فرسان الهجن في دول الشرق الأوسط مثل الإمارات العربية المتحدة. يقوم آباؤهم عادة ببيع أطفالهم إلى وكلاء يتجولون في المناطق الفقيرة في هذه البلدان ويعرضون نقل الأطفال الذكور إلى الإمارات العربية المتحدة للعمل فيها. يقول هؤلاء العملاء للآباء إن الأطفال سوف يحصلون على مبالغ كبيرة من المال سيتم إرسالها إلى عائلاتهم. عادة ما يتم خداع الآباء بشأن ظروف العمل. إنهم يعتقدون أن الأطفال سوف يحصلون على وظائف جيدة وسيكون مستقبلهم أفضل مما لو ظلوا في المنزل. عادة لا يعرف الأولاد من يأخذهم إلى الخارج أو لأي غرض.
معظم الأولاد لا يدركون أنهم سيصبحون فرسان الجمال رغماً عنهم. عند وصولهم إلى الإمارات العربية المتحدة، يتم نقل الأطفال إلى الأزباس، وهي مجمعات لتدريب الإبل في الصحراء، ويتعرض الأطفال لأشكال مختلفة من الإساءة أثناء إقامتهم، بما في ذلك العقوبات مثل قلة الطعام والصدمات الكهربائية. يعد نقص الغذاء ممارسة شائعة لأن أصحابها يحاولون الحفاظ على وزنهم أقل من 20 رطلاً لأغراض السباق. تشكل الوفيات والإصابات التي يتعرض لها الأطفال أثناء السباقات مصدر قلق كبير آخر. إذا مات الأطفال عن طريق الخطأ أثناء السباق، يتم دفنهم على الفور لتجنب تحقيقات الشرطة في الوفاة. الظروف في الأزباس مقيدة للغاية. لا يُسمح للأطفال بمغادرة مجمع تدريب الهجن. ينامون على صناديق من الورق المقوى، مما يجعلهم أكثر عرضة لدغات العقارب. يستيقظ الأطفال في الساعة الرابعة صباحًا لبدء تدريبات الجمال. كل يوم يأخذون الجمال للركوب حتى الساعة 11:00 صباحًا. ثم يسمح لهم بالراحة لمدة ساعتين قبل إطعام الجمال وتنظيفها. ثم يمارسون رياضة الإبل مرة أخرى حتى حلول الليل. من المفترض أن يحصل الأطفال على أجر مقابل عملهم، لكن هذا لا يحدث أبدًا تقريبًا. عادة ما يأخذ الوكيل الراتب ويحتفظ به دون تخصيص أي شيء للطفل أو عائلته. يعد الهروب مستحيلاً تقريباً بالنسبة للأطفال العاملين في سباقات الهجن، حيث إن "الأزبا" تكون عادةً في مواقع صحراوية نائية. عادة ما يترك الأطفال السباق عندما يصبحون كبارًا في السن أو ثقيلي الوزن ولم يعودوا مناسبين لسباقات الهجن. ويتم إرسال أطفال آخرين إلى منازلهم لأنهم أصيبوا بجروح خطيرة بسبب السباق. إن عمليات الإنقاذ التي تقوم بها الشرطة أو الهجرة غير معروفة تقريبًا في الأزباس.

## القوى الدافعة وراء الاتجار بالبشر

### الهجرة الخارجية
إن إحدى القوى الرئيسية المؤدية إلى الإتجار بالبشر في الشرق الأوسط هي التدفق الكبير للهجرة الأجنبية. وخلصت البحوث التي أجريت في عام 1996 حول طرق الهجرة غير الشرعية والتهريب والاتجار إلى أن غالبية المهاجرين غير الشرعيين إلى أوروبا خلال الفترة 1992-1997 كانوا ينحدرون من العراق أو الصين أو باكستان أو الهند أو أفريقيا. وتشير المنظمة الدولية للهجرة إلى الاتجار بالنساء من غانا إلى لبنان وليبيا ودول الاتحاد الأوروبي، والنساء العاملات في الخدمة المنزلية من وسط وغرب أفريقيا إلى المملكة العربية السعودية والكويت، وحتى الهجرة الطوعية للنساء من إثيوبيا إلى الشرق الأوسط، حيث تعتبر ظروف العمل بمثابة عبودية افتراضية. تعد منطقة الشرق الأوسط وجهة رئيسية للرجال والنساء الذين يتم الاتجار بهم لأغراض الاستغلال التجاري والجنسي. ومن المعروف أن الرجال العرب الأثرياء من منطقة الخليج العربي يؤجرون شققاً "مفروشة بالخادمات" لمدة تتراوح بين بضع ساعات إلى بضعة أشهر. معظم البغايا وضحايا الإتجار بالبشر يأتون من إثيوبيا ونيجيريا وباكستان. هناك عدد قليل جدًا من البلدان في الشرق الأوسط خالية من صناعة الجنس التجاري.

### الفقر
من بين العديد من المواقع التي تنتشر فيها ظاهرة الإتجار بالبشر في الشرق الأوسط، تتميز معظمها بالفقر. إن الإتجار بالبشر هو سوق تغذيه مبادئ العرض والطلب . لذلك، حيثما يوجد الفقر، فمن المرجح أن يكون هناك عرض لتلبية الطلب المتزايد على الترفيه الجنسي. ويؤدي الضعف الاقتصادي إلى زيادة احتمال تحول النساء إلى سلعة جنسية بالنسبة للعرب الأثرياء في منطقة الخليج الفارسي. ورغم التداعيات الاجتماعية الهائلة التي قد تنتج عن ذلك، يبدو أن هناك أيضاً أنماطاً مالية إقليمية تعمل على إدامة هذا الاتجاه. إن قلة فرص العمل المتاحة للنساء أدت إلى لجوءهن إلى الدعارة كبديل. على سبيل المثال، في مصر، ترى النساء من الطبقات الدنيا أن بضع ليالٍ في ممارسة الدعارة تدر أموالاً أكثر من شهر واحد من العمل في القطاع العام، وهذا يجعل مصر موقعًا شهيرًا للسياحة الجنسية الدولية. على الرغم من أن السياحة الجنسية غير قانونية، فإن المصريين يجدون صعوبة في رفض العملة الصعبة الخليجية بسبب اقتصادهم المتدهور. يمكن فهم انتشار الدعارة والسياحة الجنسية وزواج المسيار باعتباره نتيجة للتنمية الاقتصادية غير المتكافئة، والتي تفاقمت بسبب مبادئ العرض والطلب. يتمتع مواطنو الخليج العربي بالإرادة والوسائل اللازمة لممارسة الترفيه الجنسي، ويمكن للمجتمعات المسلمة الأكثر فقراً تقديم الخدمات في مقابل الأمن المالي.

### زواج المسيار
لتجنب عواقب ممارسة الجنس خارج إطار الزواج ، يمارس الرجال والنساء في الشرق الأوسط في بعض البلدان ممارسة شائعة تسمى "زواج المسيار" وتسمى أيضًا نكاح المسيار. لقد ولد هذا النوع من الزواج من أجل المتعة الجسدية فقط. يمكن تعريفه بأنه "زواج مؤقت"، أو ترجمته الحرفية "زواج السفر". لا يتطلب زواج المسيار العيش المشترك بين الزوج والزوجة، أو الالتزام الطويل الأمد، أو توفير الرعاية للزوجة، أو نية الإنجاب، وهي كلها عناصر الزواج الإسلامي التقليدي. رغم أن زواج المسيار يتضمن عقدًا فنيًا، إلا أن مدة الزواج لا يتم ذكرها صراحةً في العقد، بل ضمنيًا. يُشار إلى زواج المسيار عادةً باسم "الدعارة الشرعية"  الزواج من هذا النوع ليس خيارًا متاحًا للمرأة التي تريد أن يُنظر إليها على أنها محترمة لأنه يعرض العديد من حقوقها وقيمها الأساسية للخطر. على الرغم من طبيعته المثيرة للجدل، فإن زواج المسيار مقبول دينياً وقانونياً كزواج صحيح. وبحسب السيد أحمد، فإن زواج المسيار شائع في الدول الإسلامية لأنه يضفي الشرعية على العلاقات الجنسية خارج إطار الزواج التقليدي.
يقول الشيخ يوسف القرضاوي، أحد كبار العلماء وأحد الشخصيات القليلة المتبقية من علماء الإسلام، أن زواج المسيار مشروع دينياً، ويضيف القرضاوي أنه "لا شك أن مثل هذا الزواج قد يكون مرفوضاً اجتماعياً إلى حد ما، ولكن هناك فرق كبير بين ما هو صحيح إسلامياً وما هو مقبول اجتماعياً". وهو يشير إلى أنه ما دام الطرفان يقبلان بشروط عقد الزواج، فإنهما متزوجان شرعاً في نظر الله. ويزعم أن زواج المسيار يمنع الشباب غير المتزوجين والأرامل من تحقيق رغباتهم الجنسية خارج إطار الزواج، وهو ما يعتبر تقليديا خطيئة. إن المسيار يضفي الشرعية على هذه الأفعال التي قد تعتبر غير قانونية لولا ذلك. تشتهر منطقة الشرق الأوسط بمراعاتها الصارمة للقواعد الأخلاقية وحساسيتها تجاه موضوع الجنس المحرم. في معظم مجتمعات الشرق الأوسط حيث الإسلام هو الدين السائد، يعتبر الجنس قبل الزواج وخارجه زنا.
في بعض البلدان، يتلقى الزناة مائة جلدة بالسوط مع حشد من الشهود لخطايا مثل ممارسة الجنس قبل الزواج. الزنا هي الكلمة المستخدمة في العديد من بلدان الشرق الأوسط للإشارة إلى مفهوم سوء السلوك الجنسي من قبل الرجال والنساء. رغم كل هذه التداعيات المترتبة على ممارسة الجنس خارج نطاق الزواج، فإن التغطية الإعلامية وجماعات حقوق الإنسان تكشف أن الدعارة موجودة ومزدهرة في الشرق الأوسط. تميل زيجات المسيار أيضًا إلى استغلال الضعف الاقتصادي للمرأة الفقيرة.